# Elyria (Ohio)
Elyria település az Amerikai Egyesült Államok Ohio államában, Lorain megyében, melynek megyeszékhelye is. Lakosainak száma 52 656 fő (2020. április 1.).

## Népesség
A település népességének változása:

| 2010 | 54 533 |
| 2020 | 52 656 |